# Борсукі-Кольонія
Борсукі-Кольонія (пол. Borsuki-Kolonia) — село в Польщі, у гміні Затори Пултуського повіту Мазовецького воєводства.
Населення — 96 осіб (2011).
У 1975-1998 роках село належало до Остроленцького воєводства.

## Демографія
Демографічна структура станом на 31 березня 2011 року:
|          | Загалом | Допрацездатний вік | Працездатний вік | Постпрацездатний вік |
| -------- | ------- | ------------------ | ---------------- | -------------------- |
| Чоловіки | 45      | 6                  | 26               | 13                   |
| Жінки    | 51      | 12                 | 20               | 19                   |
| Разом    | 96      | 18                 | 46               | 32                   |